# Klub Foot
Klub Foot va ser una sala de concerts de l'escena psychobilly de Londres de principis i mitjans de la dècada del 1980. Va inaugurar-se el 1982, en l'època de màxima esplendor de l'escena psychobilly.
Es trobava a la sala de ball de l'Hotel Clarendon a Hammersmith fins que l'edifici va ser enderrocat com a part de la remodelació del centre del districte. Hi van actuar regularment les estrelles emergents de l'escena psychobilly, com ara The Meteors, Demented Are Go, Guana Batz, Batmobile, The Sting-rays, The Caravans, Klingonz, The Highliners, Sgt Bilko's Krazy Combo i molts altres. A tots els cartells del Klub Foot l'adreça indicada era «Clarendon Hotel Ballroom, Hammersmith Broadway W6». El Clarendon va ser un hotel de grans dimensions dels anys 1930, amb sales d'actes annexes construïdes a l'estil art déco, fins a la seva demolició el 1988. El Klub Foot es va celebrar a la sala de ball principal del primer pis, on hi havia una capacitat de 900 persones.
A més d'acollir concerts, el promotor de Klub Foot va publicar una sèrie d'enregistraments en directe, titulats Stomping at the Klubfoot, amb ABC Records, de la qual se'n van publicar sis referències en vinil i CD.
Després del tancament de l'Hotel Clarendon, es va intentar traslladar el nightclub a diverses ubicacions, com ara el Boston Arms de Tufnell Park o el Town & Country Club de Kentish Town, però l'escena decreixent de psychobilly a Anglaterra a la dècada del 1990 va fer difícil atraure-hi multituds. Des del 1999, els concerts posteriors del Klub Foot Reunion al Relentless Garage de Highbury han tingut més èxit i ara és un esdeveniment anual amb grups dels anys 1980 i grups teloners nous.